# Оберкајл
Оберкајл (њем. Oberkail) општина је у њемачкој савезној држави Рајна-Палатинат. Једно је од 235 општинских средишта округа Ајфелкрајс Битбург-Прим. Према процјени из 2010. у општини је живјело 576 становника. Посједује регионалну шифру (AGS) 7232282.

## Географски и демографски подаци
Оберкајл се налази у савезној држави Рајна-Палатинат у округу Ајфелкрајс Битбург-Прим. Општина се налази на надморској висини од 360 метара. Површина општине износи 24,3 km². У самом мјесту је, према процјени из 2010. године, живјело 576 становника. Просјечна густина становништва износи 24 становника/km².